# Bennington Street
Die Bennington Street ist eine 3 mi (4,8 km) lange Durchgangsstraße im Bundesstaat Massachusetts der Vereinigten Staaten. Sie beginnt in unmittelbarer Nähe des Logan International Airport an der Einmündung zur Porter Street und verläuft in nordöstlicher Richtung durch den gesamten Bostoner Stadtteil East Boston über Orient Heights bis nach Revere, wo sie an der Einmündung zur Winthrop Avenue bzw. State Road endet. Auf einem ca. 1 mi (1,6 km) messenden Teilstück ist sie als Massachusetts Route 145 ausgewiesen, die dann von ihr abzweigt und in Richtung Südosten weiterführt. Aufgrund ihrer Länge und Streckenführung ist sie eine der wichtigsten und am meisten genutzten Straßen der Umgebung.